# حالت کم‌گرانش
حالت کم‌گرانش (به انگلیسی: Low-g condition) به فازی از پرواز ایرودینامیک گفته می‌شود که بدنهٔ هواگرد به‌طور موقت سبُک می‌شود. خلبان و بدنه به‌طور موقت به حالت بی‌وزنی درمی‌آیند. این زمانی رخ می‌دهد که برای‌مثال هواگرد در حال سقوط آزاد است؛ یا اینکه حین صعود یا پرواز افقی، سرعت خود را به یکباره کاهش می‌دهد. همچنین این رویداد ممکن است در زمانی که یک بالگرد به‌سرعت و شدت وارد فاز خودگردی شود، رخ دهد. این وضعیت ممکن است تأثیر فاجعه‌باری بر روی هواگرد بگذارد به ویژه در بالگردها که نشانهٔ سقوط آزاد محسوب می‌شود.

## در هواپیماهای کوچک
بیشتر هواپیماهای کوچک مانند سسنا ۱۷۲ گلایدرها و هواپیماهای دوبال مشکلی با شرایط کم‌گرانش یا بی‌گرانش ندارند. درواقع برای خلبانان و سرنشینان این هواگردها لذت بخش است که میزان گرانش صفر را در اتمسفر زمین داشته باشند. در این شرایط سرنشینان هواپیما از صندلی خود جدا شده و نوعی احساس خوشی به آنها دست می‌دهد. زیرا بالا آمدن معدهٔ خود را در شکم احساس می‌کنند که همان حس سقوط آزاد است. برای ایجاد گرانش صفر در شرایط پرواز، هواپیما باید ضرورتاً بر روی یک سهمی از سوی بالا به پایین پرواز کند. همچنین می‌تواند در شرایط سقوط عمودی به این حالت دست یابند که چنین سقوطی در هواپیماهای دوبال حین مانور نمایشی مشاهده می‌شود. این تنها راهی است که انسان بتواند در اتمسفر زمین به‌طور طبیعی، فشار گرانشِ صفر را تجربه کند و به حالتی مشابه خلاء دست یابد. گرچه خلاء مصنوعی نیز توسط دستگاه‌های خلاءساز بر سطح زمین ممکن است.

## بالگردها

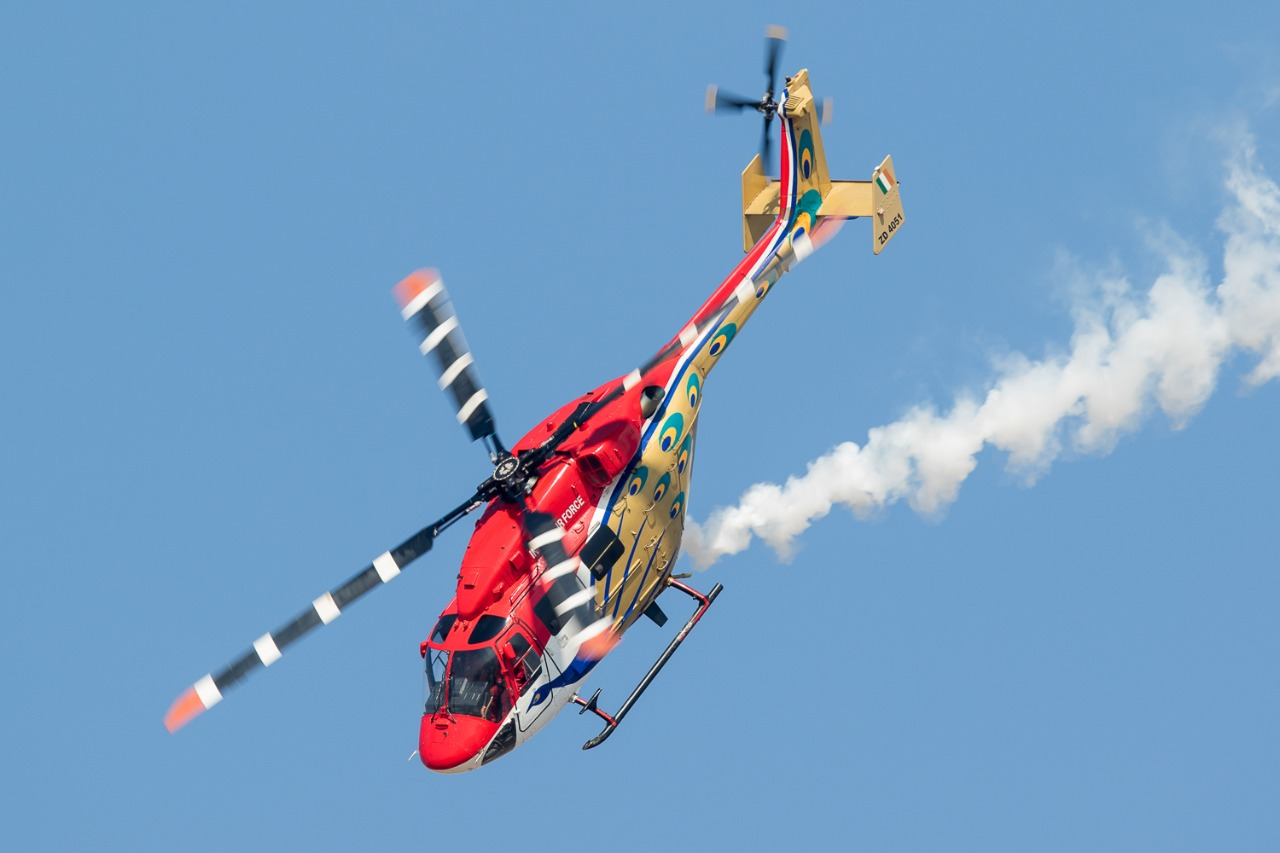
درحال کاهش ارتفاع

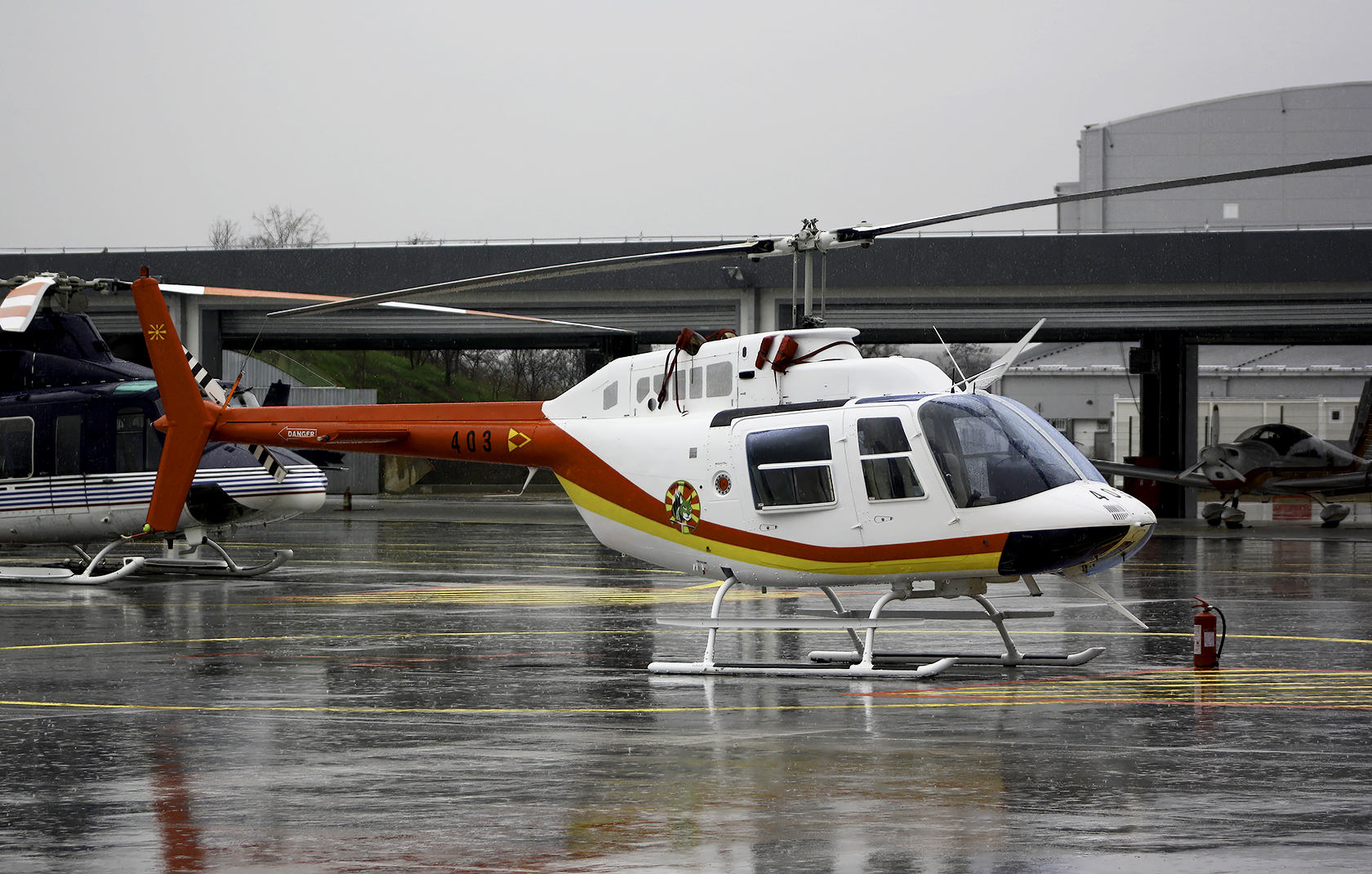
بل ۲۰۶

برعکس هواپیما، در بالگرد فشار گرانشِ صفر می‌تواند بسیار فاجعه‌بار شود. در این شرایط ممکن است پروانهٔ اصلی بالگرد (ملخ اصلی) با گشتاور بیش از حد مجاز بچرخد و بیش‌گردی داشته باشد. این بیش‌گردی به این دلیل رخ می‌دهد که در شرایط کم‌گرانش یا بی‌گرانش (گرانش صفر)، بالگرد در شرایط سقوط می‌باشد و به سرعت در حال ارتفاع کم کردن است؛ از این رو وزن بالگرد دیگر توسط موتور پشتیبانی نمی‌شود و فشار زیادی که برای غلبه بر نیروی گرانش زمین بر دوش موتور و ملخ آن بود، دیگر وجود ندارد و موتور آزاد شده تا ملخ را در شرایط کم‌گرانش یا حتی خلاً (صفر گرانش) بچرخاند. به عبارت دیگر بار از روی موتور و ملخ‌ها برداشته شده‌است و بالگرد دیگر به‌صورت معلق در هوا نیست و در مسیر سقوط است؛ بنابراین موتور و کل پروانهٔ اصلی که حالا آزاد شده‌اند، با سرعتی بیش از حد مجاز شروع به گردش کرده و رویدادی خطرناک به نام «مَست بامپینگ» به معنی «کوبش دکل» رخ می‌دهد که در این شرایط، احتمال آن بسیار زیاد است که دکل بالگرد آسیب دیده و تیغه‌ها (ملخ‌ها) یا اتصالات متعلق به آن از جای خود درآمده و جدا شوند یا پروانه اصلی بالگرد با دُم یا بدنه برخورد کرده و آنها را قطع کند که در اینصورت بالگرد در هوا متلاشی خواهد شد.
این رویداد در بالگردهای دارای پروانهٔ اصلی نیمه‌سفت (نیمه‌صُلب) بسیار رخ می‌دهد که امروزه بالگردهای رابینسون هلیکاپتر همچنان از این نوع روتور استفاده می‌کنند. در گذشته این حادثه‌ها در بالگردهای بل ۲۰۶، یو-اچ-۱ و ای-اچ-۱ بسیار مشاهده شده‌است. این گونه از بالگردها پتانسیل این را دارند که به‌یکباره بدون هیچ دلیلی سقوط کنند. بالگردهای دارای چنین پروانه‌هایی، درحالی که هیچ نقص فنی موتوری و مشکل خاصی ندارند تنها به دلیل نقص پروانهٔ اصلی سقوط می‌کنند.

پس از بررسی‌ها مشخص شد که اینگونه بالگردها پس از گذر از یک مانع یا تپه و آغاز مسیر رو به پایین دچار حادثه می‌شوند و همچنین کاهش سریع ارتفاع موجب مَست بامپینگ در این بالگردها می‌شود به گونه‌ای که اگر در هنگام پرواز افقی به یکباره ارتفاع را کاهش دهند ملخ بیش‌گردی می‌کند و احتمالاً یا آسیب می‌بیند یا دُم بالگرد را خواهد چید.
پروانه‌های دارای آرایش سفت (صُلب) و آرایش جداگانه (مجزّا) در شرایط گرانش صفر دچار چنین مشکلی نمی‌شوند گرچه ممکن است یکی از تیغه‌های پروانه از لولای متحرک خود (flapping hinge) به پایین چرخیده و با بدنه برخورد کند که هنوز چنین موردی گزارش نشده‌است.